# 小沢道成
小沢 道成（おざわ みちなり、1985年10月17日 - ）は、日本の俳優、劇作家。血液型はO型。虚構の劇団初期から解散までの劇団員。現所属事務所はmomocan。

## 来歴
滋賀県に生まれ、京都府で育つ。父は経済学者の小沢修司。姉は画家の小沢さかえ。京都府立朱雀高等学校通信制中退。
京都にいるとき、映画のオーディションやワークショップを受けていたがうまくいかず、姉から教えられた阪神タイガーウッズという劇団のワークショップを受け、演劇に魅了される。
京都でフリーで俳優をした後、上京。「虚構の劇団」のオーディションを受け、約2000人の中から選ばれた。
自身が主宰する「EPOCH MAN」では作・演出も行う。
2014年9月に一色洋平と「一色洋平×小沢道成」を結成する。
2022年に「オーレリアンの兄妹」で第66回岸田國士戯曲賞候補。
ワークショップの講師も務める。
2023年の「我ら宇宙の塵」が第31回読売演劇大賞の優秀作品賞、優秀女優賞(池谷のぶえ)、優秀演出家賞にノミネートされ、優秀作品賞に優秀演出家賞、池谷のぶえが最優秀女優賞（「無駄な抵抗」含む）を受賞した作品となった。

## 作品

### 舞台

#### 出演
「虚構の劇団」（ページ参照）全作品
- 舞台版「ドラえもん のび太とアニマル惑星」（2008年7月19日〜21日、沖縄市民会館大ホール・30日、熊本県立劇場・8月2日 - 3日、北九州芸術劇場・16日、神戸国際会館・21日、愛知厚生年金会館・30日〜31日、富山県民会館・9月4日 - 14日、東京芸術劇場中ホール）
- 「昇鳴蛇CRY:ME SNAKE クライムスネーク」 エムキチビート（2009年6月25日 - 28日、シアターグリーンBIG TREE シアター）
- 「モロトフカクテル」 タカハ劇団（2009年10月15日 - 19日、座・高円寺）
- 「目指さない場所」 Kitty-Guys Produce（2010年3月23日 - 29日、アトリエフォンテーヌ）
- 「アントニーとクレオパトラ」（2010年11月27日、名鉄ホール・12月1日 - 5日、シアター1010・11日、新神戸オリエンタル劇場・14日、キャナルシティ劇場）
- 「深呼吸する惑星」 第三舞台 （2011年11月26日 - 12月18日、紀伊國屋ホール・12月22日 - 12月26日、森ノ宮ピロティホール・28日 - 31日、KAAT神奈川芸術劇場・2012年1月6日 - 1月9日、サンシャイン劇場・15日、キャナルシティ劇場）
- 「リンダ リンダ」 KOKAMI@network （2012年6月20日 - 7月22日、紀伊國屋サザンシアター・28日 - 30日、森ノ宮ピロティホール・8月2日 - 3日、ももちパレス）
- 「月の剥がれる」 アマヤドリ （2013年3月4日 - 10日、座・高円寺）
- 「キフシャム国の冒険」 KOKAMI@network （2013年5月18日 - 6月11日、紀伊國屋ホール・15日 - 16日、キャナルシティ劇場・22日 - 23日、森ノ宮ピロティホール）
- 「未開の議場」 カムヰヤッセン （2014年10月22日 - 27日、王子小劇場）
  - 王子小劇場・佐藤佐吉賞（2014年）最優秀助演男優賞受賞
- 「赤ずきんちゃん」 トリコ・A （2015年1月15日 - 19日、ウイングフィールド・2月18日 - 2月22日、下北沢OFFOFFシアター）
- 「少年は銃を抱く」 MU （2015年3月26日 - 4月1日、下北沢駅前劇場）
- 「もっと超越した所へ。」 月刊「根本宗子」 （2015年5月9日 - 5月17日、下北沢ザ・スズナリ）- 星川富 役
- 「従軍中のウィトゲンシュタインが…（略）」 Theatre des Annales  （2015年10月15日 - 27日、こまばアゴラ劇場）
  - 再演（2016年3月2日 - 6日、スペース雑遊）
- 「忍者、女子高生（仮）」 月刊「根本宗子」 （2016年4月23日 - 5月1日、下北沢ザ・スズナリ）
- 「ケムリ少年、挿し絵の怪人」 くちびるの会 （2016年6月3日 - 7日、吉祥寺シアター）
- 「露出狂」 パルコプロデュース （2016年9月30日 - 10月10日、Zeppブルーシアター六本木）[10]
- 「image-KILL THE KING-」 劇団鹿殺し （2016年11月23日 - 12月4日、駅前劇場・12月8日 - 11日、ABCホール）[11]
- 「皆、シンデレラがやりたい」（2017年2月16日 - 26日、本多劇場）[12]
- 「東海道四谷怪談ー通し上演ー」 （2017年5月21日、京都芸術劇場 春秋座・5月26日 - 31日、あうるすぽっと）[13]
- 「そでふりあうも」 ブラシュカ （2017年7月12日 - 17日、新宿シアター・ブラッツ）[14]
- 「不届者」 オフィス鹿プロデュースVOL.M （2017年9月27日 - 10月1日、天王洲銀河劇場・13日 - 15日、サンケイホールブリーゼ）[15]
- 「メタルマクベス」新感線☆RS[16]
  - disc1（2018年7月23日 - 8月31日、IHIステージアラウンド東京）
  - disc3（2018年11月9日 - 12月31日、IHIステージアラウンド東京）[17]
- 「墓場、女子高生」 別冊「根本宗子」（2019年10月9日 - 22日、下北沢ザ・スズナリ）[18]
- 「脳ミソぐちゃぐちゃの、あわわわーで、褐色の汁が垂れる。」キ上の空論 #13（2020年9月17日 - 27日、シアタートラム）[19]
- 舞台「パタリロ!～霧のロンドンエアポート～」（2021年1月21日 - 31日、天王洲銀河劇場）- 魔夜メンズ 役[20]
  - 舞台「パタリロ!～ファントム～」（2022年9月1日 - 11日、天王洲銀河劇場・17日 - 19日、サンケイホールブリーゼ）- 魔夜メンズ 役[21]
- 燕のいる駅-ツバメノイルエキ-（2023年9月23日 - 10月8日、紀伊國屋ホール / 10月14日、松下IMPホール） - ローレンコ三郎 役[22]

#### 作・演出・出演
- 「ハッピーエンドにつづく、右脳と左脳」 EPOCH MAN （2013年1月18日 - 20日、八幡山ワーサルシアター）
- 「耕太、宙に浮きながら」 EPOCH MAN （2014年2月7日 - 11日、キッド・アイラック・アート・ホール）
- 「鶴かもしれない」 EPOCH MAN（2014年5月22日 - 26日、キッド・アイラック・アート・ホール）
  - 「鶴かもしれない2016」 EPOCH MAN（2016年1月20日 - 24日、下北沢OFF・OFFシアター）
  - 「鶴かもしれない2020」 EPOCH MAN（2020年1月9日 - 13日、下北沢駅前劇場）[23]
  - 「Maybe a Crane ～鶴かもしれない～」 EPOCH MAN（2020年2月10日 - 16日、yoshidamachi Lily）
  - 「鶴かもしれない2022」 EPOCH MAN（2022年2月23日 - 27日、本多劇場）[24]
- 「みんなの宅配便」 EPOCH MAN（2015年6月27日 - 7月21日、キッド・アイラック・アート・ホール）
- 「Brand new OZAWA mermaid!」 EPOCH MAN（2018年5月5日 - 20日、APOC THEATER）[25]
- 「夢ぞろぞろ」 EPOCH MAN（2019年8月7日 - 12日、シアター711）[26]
  - 「夢ぞろぞろ」 EPOCH MAN（2021年2月19日 - 28日、シアター711）[27]
- 「オーレリアンの兄妹」 EPOCH MAN（2021年8月13日 - 22日、下北沢駅前劇場） - 絆太 役・美術も担当[28]※第66回岸田國士戯曲賞最終候補作[4]
- 「我ら宇宙の塵」EPOCH MAN（2023年8月2日 - 13日、新宿シアタートップス）美術も担当[29]※第31回読売演劇大賞優秀作品賞・優秀女優賞(池谷のぶえ)・優秀演出家賞受賞作[9]

#### 出演・演出
- 「谺は決して吠えない」 一色洋平×小沢道成（2014年9月4日 - 8日、王子小劇場）
- 「巣穴で祈る遭難者」 一色洋平×小沢道成（2016年3月24日 - 4月4日、Geki地下Liberty）
- 「夜明け」 EPOCH MAN（2017年1月6日 - 9日、ひつじ座）
- 「漸近線、重なれ」 一色洋平×小沢道成（2024年4月1日 - 7日、シアタートップス）美術[30]

#### 本多劇場PRESENTS「DISTANCE」無観客配信
- 「夢のあと」EPOCH MAN（2020年6月2日、本多劇場）
- 「みんなの宅配便 2020 -distance ver.-」（2020年8月10日、本多劇場・15日、北九州芸術劇場 小劇場）[31]

#### 作・演出
- 「Slip Skid」（2023年3月2日 - 5日、中目黒キンケロ・シアター）[32]
- 「Bug Parade」（2025年4月14日 - 5月5日、東京グローブ座・10日 - 12日、COOL JAPAN PARK OSAKA）[33]

#### 演出
- 「水深ゼロメートルから」（2021年11月3日 - 7日、下北沢「劇」小劇場）演出・美術[34]
- 「しばしとてこそ」（2025年2月21日 - 3月2日、新国立劇場 小劇場）演出・美術・上演台本[35]

#### トークイベント
- 「小沢道成のひとりでトークライブ～ランチタイムに会いましょう～」（2022年4月9日、ロフトプラスワン）[36]

### テレビ
- 「奇跡の動物園2010〜旭山動物園物語〜」 フジテレビ（2010年2月）
- 「似顔絵捜査官001号」 フジテレビ （2012年3月）
- 「演劇人は、夜な夜な、下北の街で呑み明かす…」BSスカパー!（2016年11月16日、2016年11月23日）[37]

### 言劇
- 「仔狸綺譚」 DMM TV （2023年1月28日 - 3月18日）脚本・演出

### ラジオドラマ
- 「オールナイトニッポン劇場」青春編 ニッポン放送（2018年7月5日 - ）

### その他
- 小沢道成と小野川晶のOZAGAWA学園祭（2020年11月1日 - 30日、filmuy）前半戦・後半戦
- ｢Another one｣vol.7（2023年1月22日、四谷3丁目ドリームシアター）

### モデル
- 隼太からHAYATAへ 第4回（2022年7月20日、Web）[38]・第5回（2022年7月26日、Web）[39]

## 受賞
- 王子小劇場佐藤佐吉賞最優秀助演男優賞（2014年）[40]
- 第31回読売演劇大賞優秀演出家賞（2024年）[9]